# Gembuk
Gembuk is een bestuurslaag in het regentschap Pacitan van de provincie Oost-Java, Indonesië. Gembuk telt 3214 inwoners (volkstelling 2010).